# پانوراما هایتس (کالیفرنیا)
پانوراما هایتس (به انگلیسی: Panorama Heights) یک منطقهٔ مسکونی در ایالات متحده آمریکا است که در شهرستان تولار، کالیفرنیا واقع شده‌است. پانوراما هایتس ۱٫۲۳۰ کیلومتر مربع مساحت و ۴۱ نفر جمعیت دارد و ۱٬۵۳۷٫۱۳ متر بالاتر از سطح دریا واقع شده‌است.